# Zlatý míč 1967
Zlatý míč, cenu pro nejlepšího fotbalistu Evropy dle mezinárodního panelu sportovních novinářů, v roce 1967 získal maďarský fotbalista Flórián Albert. Šlo o dvanáctý ročník ankety, organizoval ho časopis France Football a výsledky určili sportovní publicisté z 24 zemí Evropy.

## Pořadí
| Pořadí | Hráč                 | Reprezentace    | Kluby                         | Body |
| ------ | -------------------- | --------------- | ----------------------------- | ---- |
| 1      | Flórián Albert       | Maďarsko        | Ferencváros Budapešť          | 68   |
| 2      | Bobby Charlton       | Anglie          | Manchester United             | 40   |
| 3      | Jimmy Johnstone      | Skotsko         | Celtic Glasgow                | 39   |
| 4      | Franz Beckenbauer    | Západní Německo | Bayern Mnichov                | 37   |
| 5      | Eusébio              | Portugalsko     | Benfica Lisabon               | 26   |
| 6      | Tommy Gemmell        | Skotsko         | Celtic Glasgow                | 21   |
| 7      | George Best          | Severní Irsko   | Manchester United             | 18   |
|        | Gerd Müller          | Západní Německo | Bayern Mnichov                | 18   |
| 9      | Igor Čislenko        | SSSR            | Dynamo Moskva                 | 9    |
| 10     | Sandro Mazzola       | Itálie          | Inter Milán                   | 8    |
|        | János Farkas         | Maďarsko        | Vasas Budapešť                | 8    |
|        | Pirri                | Španělsko       | Real Madrid                   | 8    |
| 13     | Luigi Riva           | Itálie          | Cagliari Calcio               | 6    |
|        | Eduard Strelcov      | SSSR            | FC Torpedo Moskva             | 6    |
| 15     | Anatolij Byšovec     | SSSR            | Dynamo Kyjev                  | 5    |
| 16     | Alan Ball            | Anglie          | Everton FC                    | 4    |
|        | Helmut Haller        | Německo         | Bologna FC                    | 4    |
|        | Gianni Rivera        | Itálie          | AC Milan                      | 4    |
|        | Włodzimierz Lubański | Polsko          | Górnik Zabrze                 | 4    |
| 20     | Zvezdan Čebinac      | Jugoslávie      | PSV Eindhoven 1. FC Norimberk | 3    |
|        | Paul Van Himst       | Belgie          | Anderlecht Brusel             | 3    |
|        | Wolfgang Overath     | Západní Německo | Mnichov 1860                  | 3    |
|        | Giacinto Facchetti   | Itálie          | Inter Milán                   | 3    |
|        | Geoff Hurst          | Anglie          | West Ham United               | 3    |
| 25     | Jimmy Greaves        | Anglie          | Tottenham Hotspur             | 2    |
|        | Nikola Kotkov        | Bulharsko       | Lokomotiv Sofia               | 2    |
| 27     | José Augusto         | Portugalsko     | Benfica Lisabon               | 1    |
|        | Johnny Bjerregaard   | Dánsko          | Rapid Vídeň                   | 1    |
|        | Néstor Combin        | Francie         | Torino FC                     | 1    |
|        | Johan Cruijff        | Nizozemsko      | Ajax Amsterdam                | 1    |
|        | Pedro de Felipe      | Španělsko       | Real Madrid                   | 1    |
|        | Ove Kindvall         | Švédsko         | Feyenoord Rotterdam           | 1    |
|        | Louis Pilot          | Lucembursko     | Standard Lutych               | 1    |
|        | Zygfryd Szołtysik    | Polsko          | Górnik Zabrze                 | 1    |